# Coko
Coko (auch Cheryl „Coko“ Clemons, geboren als Cheryl Gamble; * 13. Juni 1973 in New York City, USA) ist eine amerikanische R&B/Gospel-Sängerin, Songwriterin und Musikproduzentin. Sie ist Mitglied des  Pop/R&B-Trios SWV, das sich 1999 auflöste und 2005 wieder gründete.

## Karriere
Zu Bekanntheit gelangte Coko erstmals 1993 als Mitglied der Gruppe SWV, auch bekannt als Sisters With Voices. Zusammen mit Tamara „Taj“ Johnson-George und Leanne „Lelee“ Lyons hatte sie Charterfolge in den USA. Mit ihnen arbeitete sie unter anderem mit BLACKstreet, Puff Daddy und Missy Elliott und nahm Hits wie Weak, Right Here und Can We auf. Neben den Songs von SWV wurde 1997 ihr Solo-Song Men in Black, eine Kollaboration mit Rapper/Schauspieler Will Smith, zum Hit und erreichte unter anderem in Deutschland, Großbritannien, Österreich, der Schweiz und Australien die Spitze der Single-Charts. Der Song war der Titelsong des Films Men in Black.
Nachdem sich die Girlgroup SWV 1999 erstmals trennte, veröffentlichte sie den von Rodney „DarkChild“ Jerkins produzierten Titel Sunshine. Obwohl dieser nur mäßig erfolgreich war, wurde wenige Monate später Cokos Debütalbum Hot Coko veröffentlicht. Doch weder dieses noch die daraus ausgekoppelte Single Triflin’ (feat. Eve) erfüllten die Erwartungen.
6 Jahre nach ihrem Solodebüt entschloss sie sich, ihr zweites Album Grateful auf den Markt zu bringen, ein Gospel-Longplayer mit Gastauftritten von Lil’ Mo, Faith Evans und Fantasia. Die Gospel-CD konnte sich in den Top Ten der Billboard Gospel Albums platzieren und erreichte in etwa die Verkaufszahlen des Vorgängers.

## Diskografie

### Studioalben
| Jahr | Titel    | Höchstplatzierung, Gesamtwochen, AuszeichnungChartplatzierungen (Jahr, Titel, Platzierungen, Wochen, Auszeichnungen, Anmerkungen) | Höchstplatzierung, Gesamtwochen, AuszeichnungChartplatzierungen (Jahr, Titel, Platzierungen, Wochen, Auszeichnungen, Anmerkungen) | Höchstplatzierung, Gesamtwochen, AuszeichnungChartplatzierungen (Jahr, Titel, Platzierungen, Wochen, Auszeichnungen, Anmerkungen) | Höchstplatzierung, Gesamtwochen, AuszeichnungChartplatzierungen (Jahr, Titel, Platzierungen, Wochen, Auszeichnungen, Anmerkungen) | Höchstplatzierung, Gesamtwochen, AuszeichnungChartplatzierungen (Jahr, Titel, Platzierungen, Wochen, Auszeichnungen, Anmerkungen) | Anmerkungen                           |
| Jahr | Titel    | DE | AT | CH | UK | US | Anmerkungen                           |
| ---- | -------- | --- | --- | --- | --- | --- | ------------------------------------- |
| 1999 | Hot Coko | — | — | — | — | US68 (6 Wo.)US | Erstveröffentlichung: 10. August 1999 |

Weitere Alben
- 2006: Grateful
- 2008: A Coko Christmas
- 2009: The Winner in Me

### Singles
als Leadmusikerin

| Jahr | Titel Album       | Höchstplatzierung, Gesamtwochen, AuszeichnungChartplatzierungen (Jahr, Titel, Album, Platzierungen, Wochen, Auszeichnungen, Anmerkungen) | Höchstplatzierung, Gesamtwochen, AuszeichnungChartplatzierungen (Jahr, Titel, Album, Platzierungen, Wochen, Auszeichnungen, Anmerkungen) | Höchstplatzierung, Gesamtwochen, AuszeichnungChartplatzierungen (Jahr, Titel, Album, Platzierungen, Wochen, Auszeichnungen, Anmerkungen) | Höchstplatzierung, Gesamtwochen, AuszeichnungChartplatzierungen (Jahr, Titel, Album, Platzierungen, Wochen, Auszeichnungen, Anmerkungen) | Höchstplatzierung, Gesamtwochen, AuszeichnungChartplatzierungen (Jahr, Titel, Album, Platzierungen, Wochen, Auszeichnungen, Anmerkungen) | Anmerkungen                     |
| Jahr | Titel Album       | DE | AT | CH | UK | US | Anmerkungen                     |
| ---- | ----------------- | --- | --- | --- | --- | --- | ------------------------------- |
| 1999 | Sunshine Hot Coko | — | — | — | — | US70 (12 Wo.)US | Erstveröffentlichung: Juli 1999 |

als Gastmusikerin

| Jahr | Titel Album                   | Höchstplatzierung, Gesamtwochen, AuszeichnungChartplatzierungen (Jahr, Titel, Album, Platzierungen, Wochen, Auszeichnungen, Anmerkungen) | Höchstplatzierung, Gesamtwochen, AuszeichnungChartplatzierungen (Jahr, Titel, Album, Platzierungen, Wochen, Auszeichnungen, Anmerkungen) | Höchstplatzierung, Gesamtwochen, AuszeichnungChartplatzierungen (Jahr, Titel, Album, Platzierungen, Wochen, Auszeichnungen, Anmerkungen) | Höchstplatzierung, Gesamtwochen, AuszeichnungChartplatzierungen (Jahr, Titel, Album, Platzierungen, Wochen, Auszeichnungen, Anmerkungen) | Höchstplatzierung, Gesamtwochen, AuszeichnungChartplatzierungen (Jahr, Titel, Album, Platzierungen, Wochen, Auszeichnungen, Anmerkungen) | Anmerkungen                                                                      |
| Jahr | Titel Album                   | DE | AT | CH | UK | US | Anmerkungen                                                                      |
| ---- | ----------------------------- | --- | --- | --- | --- | --- | -------------------------------------------------------------------------------- |
| 1997 | Men in Black Big Willie Style | DE1 ×3Dreifachgold · (24 Wo.)DE | AT2 Gold · (17 Wo.)AT | CH1 Gold · (26 Wo.)CH | UK1 Platin · (20 Wo.)UK | — | Erstveröffentlichung: 16. Juni 1997 Verkäufe: + 3.050.000; Will Smith feat. Coko |

Weitere Singles
- 1999: Triflin’ (feat. Eve)
- 2006: I Get Joy (feat. Kirk Franklin)
- 2006: Endow Me (feat. Faith Evans, Fantasia & Lil’ Mo)
- 2006: Clap Your Hands
- 2009: Wait
- 2010: The Winner in Me